# Руя (Воскресенский район)
Руя — поселок в составе Воздвиженского сельсовета в Воскресенском районе Нижегородской области.

## География
Находится на расстоянии примерно 16 километров по прямой на северо-восток от районного центра поселка  Воскресенское.

## История
Поселок основана в XX веке, назван по местной речке. Здесь долгое время работало сельское профтехучилище, сейчас находится дом милосердия.

## Население
Постоянное население составляло 83 человека (русские 99%) в 2002 году, 71 в 2010 году .